# Grand Guignol (альбом)
О театре см. Гран-Гиньоль
Grand Guignol — второй студийный альбом группы Джона Зорна «Naked City», вышедший в 1992 году на японском лейбле Avant. Альбом вышел вслед за Torture Garden, состоящим из «хардкорных миниатюр» (англ. hardcore miniatures), частично вошедших также в альбом «Naked City».

## Об альбоме
Grand Guignol состоит из обширной композиции «Grand Guignol», посвящённой одноимённому парижскому театру, нескольких кавер-версий произведений классических композиторов (см. трек-лист), а также «хардкорных миниатюр» Зорна. В качестве приглашённого вокалиста в одной композиции участвовал джазовый пианист Боб Доро.
Также альбом вошёл в бокс-сет Naked City: The Complete Studio Recordings, изданный в 2005 г. на Tzadik. В переиздание включена версия композиции «Grand Guignol (Version Vocale)», записанная с участием Майка Паттона в качестве вокалиста; также изменён порядок треков.
Два трека с этого альбома — «Bonehead» и «Hellraiser» — были использованы в саундтреке фильма Михаэля Ханеке «Забавные игры» (1997).

## Список композиций (версия Avant)
1. «Grand Guignol» — 17:41 (Джон Зорн)
2. «La Cathedrale Engloutie» — 6:24 (Клод Дебюсси)
3. «Three Preludes Op. 74: Douloureux, Déchirant» — 1:17 (Александр Скрябин)
4. «Three Preludes Op. 74: Très Lent, Contemplatif» — 1:43 (Александр Скрябин)
5. «Three Preludes Op. 74: Allegro Drammatico» — 0:49 (Александр Скрябин)
6. «Prophetiae Sybillarum» — 1:46 (Орландо ди Лассо)
7. «The Cage» — 2:01 (Чарлз Айвз) — при участии Боба Доро
8. «Louange Á L’Eternité De Jésus» — 7:08 (Оливье Мессиан)
9. «Blood Is Thin» — 1:02 (Джон Зорн)
10. «Thrash Jazz Assassin» — 0:47 (Джон Зорн)
11. «Dead Spot» — 0:33 (Джон Зорн)
12. «Bonehead» — 0:54 (Джон Зорн)
13. «Piledriver» — 0:36 (Джон Зорн)
14. «Shangkuan Ling-Feng» — 1:16 (Джон Зорн)
15. «Numbskull» — 0:31 (Джон Зорн)
16. «Perfume of A Critic’s Burning Flesh» — 0:26 (Джон Зорн)
17. «Jazz Snob: Eat Shit» — 0:26 (Джон Зорн)
18. «The Prestidigitator» — 0:46 (Джон Зорн)
19. «No Reason To Believe» — 0:28 (Джон Зорн)
20. «Hellraiser» — 0:41 (Джон Зорн)
21. «Torture Garden» — 0:37 (Джон Зорн)
22. «Slan» — 0:24 (Джон Зорн)
23. «The Ways of Pain» — 0:33 (Джон Зорн)
24. «The Noose» — 0:13 (Джон Зорн)
25. «Sack of Shit» — 0:46 (Джон Зорн)
26. «Blunt Instrument» — 0:56 (Джон Зорн)
27. «Osaka Bondage» — 1:17 (Джон Зорн)
28. «Shallow Grave» — 0:42 (Джон Зорн)
29. «Kaoru» — 0:53 (Джон Зорн)
30. «Dead Dread» — 0:48 (Джон Зорн)
31. «Billy Liar» — 0:13 (Джон Зорн)
32. «Victims of Torture» — 0:24 (Джон Зорн)
33. «Speedfreaks» — 0:50 (Джон Зорн)
34. «New Jersey Scum Swamp» — 0:44 (Джон Зорн)
35. «S/M Sniper» — 0:17 (Джон Зорн)
36. «Pigfucker» — 0:24 (Джон Зорн)
37. «Cairo Chop Shop» — 0:25 (Джон Зорн)
38. «Facelifter» — 0:57 (Джон Зорн)
39. «Whiplash» — 0:22 (Джон Зорн)
40. «The Blade» — 0:30 (Джон Зорн)
41. «Gob of Spit» — 0:21 (Джон Зорн)

## Участники записи
- Джон Зорн — альт-саксофон
- Билл Фриселл — гитара
- Фред Фрит — бас-гитара
- Джоуи Бэрон — барабаны
- Вэйн Хорвиц — клавишные
- Ямацука Ай — вокал
- Боб Доро — приглашённый вокалист